# Boletice
Boletice är en ort i Tjeckien.   Den ligger i regionen Södra Böhmen, i den sydvästra delen av landet, 140 km söder om huvudstaden Prag. Boletice ligger 593 meter över havet och antalet invånare är 256.
Terrängen runt Boletice är huvudsakligen kuperad, men åt sydväst är den platt. Boletice ligger nere i en dal. Runt Boletice är det glesbefolkat, med 8 invånare per kvadratkilometer. Närmaste större samhälle är Český Krumlov, 7,3 km öster om Boletice. I omgivningarna runt Boletice växer i huvudsak blandskog.